# Virachai Virameteekul
 (décembre 2009).
Améliorez-le ou discutez des points à vérifier. 
 (août 2018).
Si vous disposez d'ouvrages ou d'articles de référence ou si vous connaissez des sites web de qualité traitant du thème abordé ici, merci de compléter l'article en donnant les références utiles à sa vérifiabilité et en les liant à la section « Notes et références ».

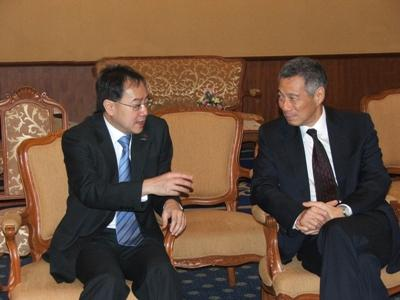
Virachai Virameteekul (à gauche) avec le premier ministre de Singapour Lee Hsien Loong en déc. 2009.

Virachai Virameteekul est un homme politique thaïlandais, né en 1967. Membre du parti Thai rak Thai, il a été élu député de Bangkok en 2001 et nommé ministre en 2008 dans le gouvernement d'Abhisit Vejjajiva.

## Biographie
Virachai Virameteekul naît en 1967 de M. Suchai Virameteekul et Mme Sumalee Virameteekul. Il obtient un baccalauréat des arts en administration des affaires de l'université de Boston en 1985 et une maîtrise en administration des affaires de l’université Clark l’année suivante. Poursuivant ses études à l’université Chulalongkorn (CU), Virachai Virameteekul termine son doctorat en comptabilité de la faculté de Commerce et de Comptabilité en 1994. Virachai commence sa vie professionnelle comme professeur à la faculté de Commerce et de Comptabilité de l’université Chulalongkorn. En même temps, il est invité à enseigner dans plusieurs autres universités telles que l’université Dhurakij Pundit (DPU), l'université Bangkok (BU), l'université Assumption (AU) et l'université Thammasat (TU)[réf. nécessaire].
En 1994, il devient vice-président et président de TM International Bank, avant d’accéder au poste de vice-président de la Business Development Bank à Shanghai. En 2000, Virachai rejoint le parti Thai rak Thai (TRT). Il a été élu député par scrutin de liste lors de sa première élection en 2001[réf. nécessaire]. Il exerce la fonction de vice-président du Comité de Finance et des Institutions Bancaires et Financières en 2001[réf. nécessaire] et premier vice-président du Comité de Développement économique en 2003[réf. nécessaire]. Il est nommé vice-ministre de l’agriculture et des coopératives, vice-ministre des finances et vice-ministre des affaires étrangères[Quand ?][réf. nécessaire].
Lorsque le général Surayud Chulanont accède au poste de Premier ministre, Virachai Virameteekul devient vice-secrétaire général du cabinet du Premier ministre chargé de la politique interne et les travaux en coordination avec l’Assemblée législative nationale[réf. nécessaire]. Virachai Virameteekul devient ministre du bureau du Premier ministre par un décret royal le 20 décembre 2008, attaché au cabinet des ministres du premier gouvernement Abhisit Vejjajiva. Il est chargé de l’économie et l’administration, ainsi que d’agir au nom du Premier ministre au Bureau de la Commission du Développement du Secteur Public et au Bureau de Secrétariat du Cabinet[réf. souhaitée]. Il gère également des organisations publiques et privées, à savoir l’Organisation du Fonds Nationaux pour la Communauté des villages et des quartiers urbains et le Conseil Consultatif National Économique et Social[réf. nécessaire].

## Les décorations royales
- - Chevalier Grand-Croix (première classe) de l’ordre de l'Éléphant blanc (Knight Grand Cross (First Class) of the Most Exalted Order of the White Elephant) (ประถมาภรณ์ช้างเผือก (ป.ช.)) [réf. nécessaire]
- - Knight Grand Cordon (Special Class) of the Most Noble Order of the Crown of Thailand (มหาวชิรมงกุฎ (ม.ว.ม.))[réf. nécessaire]
- - Knight Grand Cordon (Special Class) of the Most Exalted Order of the White Elephant (มหาปรมาภรณ์ช้างเผือก (ม.ป.ช.))[réf. nécessaire]